# جون فلويد توماس جونيور
جون فلويد توماس جونيور (بالإنجليزية: John Floyd Thomas, Jr.) هو قاتل متسلسل أمريكي، ولد في 26 يوليو 1936 في لوس أنجلوس في الولايات المتحدة.